# Iorgu Iordan

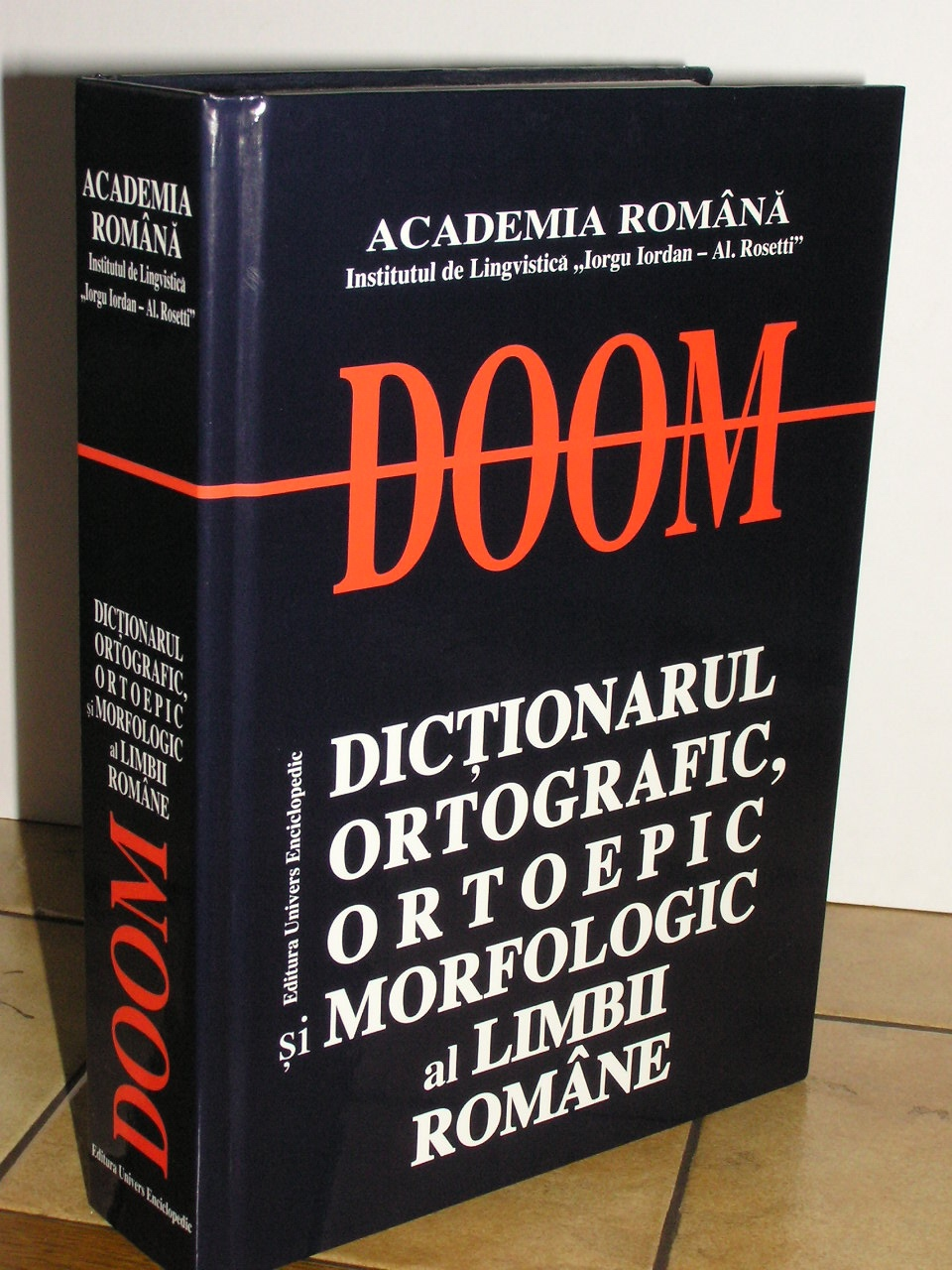
Wörterbuch der Rumänischen Sprache (DOOM) des Sprachinstituts Iorgu Iordan – Alexandru Rosetti

Iorgu Iordan (* 29. Septemberjul. / 11. Oktober 1888greg. in Tecuci; † 20. September 1986 in Bukarest) war ein rumänischer Romanist, Rumänist und Sprachwissenschaftler.

## Leben und Werk
Iordan studierte vor dem Weltkrieg in Iași und Berlin, nach dem Krieg in Bonn, Paris, Florenz und Rom. Er promovierte 1919 bei Alexandru Philippide (1859–1933) über Diftongarea lui e și o accentuaţi în pozițiile ă, e (Iași 1920) und wurde Gymnasiallehrer in Iași und Galați. Von 1926 bis 1946 war er Professor an der Universität Iași, von 1946 bis 1962 Ordinarius für Romanische Philologie (von 1957 bis 1958 auch Rektor) der Universität Bukarest. Er engagierte sich politisch und war von 1945 bis 1947 rumänischer Botschafter in Moskau.  Iordan gab die Zeitschriften Revue de linguistique (1956–1963) und Limba română (1964–1986) heraus.
Das Institut für Linguistik der Rumänischen Akademie in Bukarest, der er seit 1945 als Vollmitglied angehörte und deren Vizepräsident er von 1957 bis 1966 war, trägt seinen Namen und den von Alexandru Rosetti (1895–1990). Iordan war Ehrendoktor der Humboldt-Universität zu Berlin, sowie der Universitäten Montpellier, Gent und Rom. Seit 1958 war er korrespondierendes Mitglied der Sächsischen Akademie der Wissenschaften und seit 1968 der Bayerischen Akademie der Wissenschaften. Außerdem gehörte er mehreren europäischen Akademien an.

## Weitere Werke

### Geschichte der romanischen Sprachwissenschaft
- Introducere în studiul limbilor romanice. Evoluția și starea actuală a lingvisticii romanice, Iași 1932
- An introduction to romance linguistics. Its schools and scholars. Revised, translated and in parts recast by John Orr, London 1937, Westport, Conn. 1970
- Einführung in die Geschichte und Methoden der romanischen Sprachwissenschaft. Ins Deutsche übertragen, ergänzt und teilweise neubearbeitet von Werner Bahner, Berlin 1962
- An introduction to Romance linguistics. Translated, in parts augmented and revised by John Orr. With a supplement 'Thirty years on' by Rebecca Posner, Oxford 1970
- Introduzione alla linguistica romanza. Con una nota di D'Arco Silvio Avalle, Turin 1973

### Weitere romanistische Werke
- Rumänische Toponomastik, 2 Teile, Bonn 1924, 1926
- Gramatica limbii române, Bukarest 1937, 1946,  2005
- Limba româna actuala. O gramatica e Greselilor, Iaşi 1943, Bukarest 1947
- Stilistica limbii române, Bukarest 1944, 1975
- Nume de locuri românești în Republica Popularâ Românā, Bukarest 1952
- Limba romînă contemporană, Bukarest 1956
- (Hrsg. mit Émil Petrovici und Alexandru Rosetti) Mélanges linguistiques, publiés à l'occasion du 8e Congrès international des linguistes à Oslo, du 5 au 9 août 1957, par l’Académie de la République populaire roumaine, Bukarest 1957
- Lingvistica romanică. Evoluție. Curente. Metode, Bukarest 1962; spanisch:Lingüística románica. Evolución-corrientes-métodos. Reelaboración parcial y notas de Manuel Alvar, Madrid 1967
- (Hrsg.) Crestomatie romanica, Bukarest 1962, 1965, 1968
- Istoria limbii spaniole, Bukarest 1963
- Toponimia romîneasca, Bukarest 1963
- Lexicul limbii romîne, Bukarest 1964
- (Hrsg.) Dicționarul limbii române. Serie nouă, M-Z, Bukarest 1965–2005
- (mit Maria Manoliu und Maria Manoliu Manea) Introducere în linguistica romanica, Bukarest 1965. Grammatica comparata a limbilor romanice, Bukarest 1971; spanisch: Manual de lingüística románica. Revisión, reelaboración parcial y notas por Manuel Alvar, 2 Bde., Madrid 1972, 1980, 1989; portugiesisch: Introdução à linguistica românica, Lissabon 1973; italienisch: Linguistica romanza, Padua 1974
- (mit Valeria Guțu Romalo und Alexandru Niculescu) Structura morfologică a limbii române contemporane, Bukarest 1967
- Scrieri alese, Bukarest 1968
- Alexandru I. Philippide, Bukarest 1969
- (Hrsg.) Istoria stiintelor in România. Linguistica, Bukarest 1975
- Limba literară. Studii și articole, Craiova 1977
- (mit Vladimir Robu) Limba română contemporană, Bukarest 1978
- Dicționar al numelor de familie românești, Bukarest 1983
- Istoria limbii române, Bukarest 1983